# Phaeosphaeria tofieldiae
Phaeosphaeria tofieldiae är en svampart som först beskrevs av E. Müll., och fick sitt nu gällande namn av Leuchtm. 1984. Phaeosphaeria tofieldiae ingår i släktet Phaeosphaeria och familjen Phaeosphaeriaceae.   Inga underarter finns listade i Catalogue of Life.